# Trichominua annulipes
Trichominua annulipes is een hooiwagen uit de familie Gonyleptidae.